# Tesoro de Cuentos Clásicos (Editorial Novaro)
Tesoro de Cuentos Clásicos fue una revista de historietas publicada por SEA/Editorial Novaro desde 1957. Constó de 211 números ordinarios y 8 extraordinarios.

## Creación y trayectoria editorial
Tesoro de Cuentos Clásicos forma parte de una primera hornada de cómics de producción autóctona y finalidad didáctica con las que Novaro vino a completar el resto de sus colecciones, compuestas mayormente de traducciones de material estadounidense de evasión: Vidas Ejemplares (1954), Vidas Ilustres (1956), Leyendas de América (1956), Aventuras de la vida real (1957), Epopeya (1958) y Lectura para Todos (1959).

## Contenido
Tesoro de Cuentos Clásicos presenta leyendas de todo el mundo, como luego haría también la colección Joyas de la Mitología (1963). Sus historietas procedían al principio de la compañía estadounidense Dell Comics, pero pasaron pronto a ser realizadas por autores mexicanos.
En su número 106 debutó Fantomás, la amenaza elegante, con dibujos de Rubén Lara y Romero, que tuvo tanto éxito que al poco contó con su propia revista.